# Zeki Velidi Togan

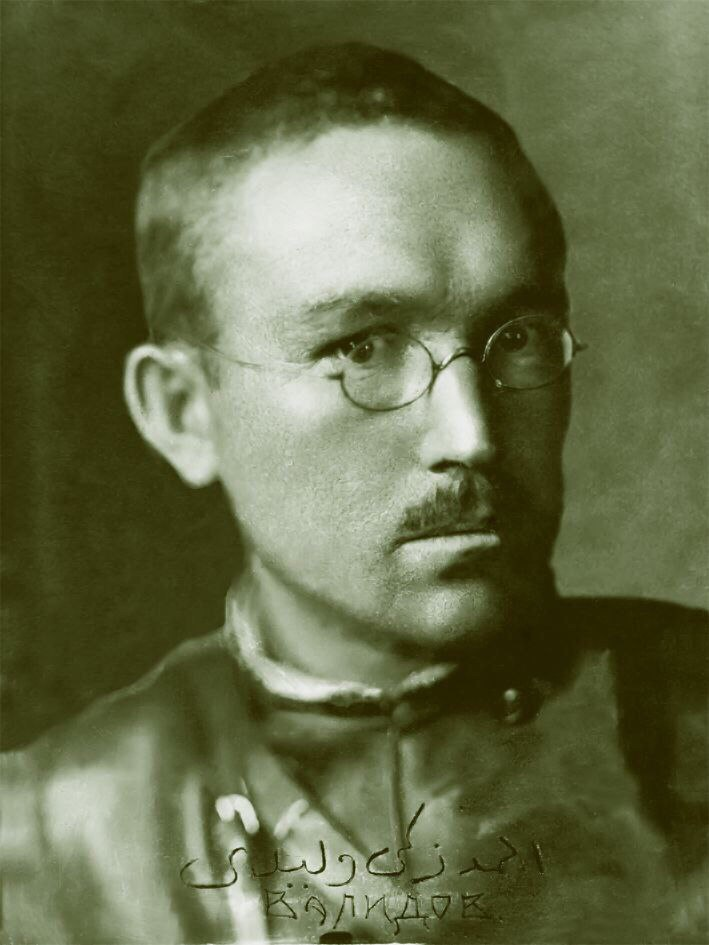
Foto von Zeki Velidi Togan aus dem Jahr 1920

Zeki Velidi Togan (baschkirisch: Әхмәтзәки Вәлиди, manchmal auch Validi geschrieben; * 10. Dezember 1890 in Kusjanowo nahe Sterlitamak; † 26. Juli 1970 in Istanbul) war Historiker, Turkologe und Anführer der baschkirischen Revolutions- und Befreiungsbewegung gegen die Sowjetunion.

## Leben
Sein Geburtsname war Äxmätzäki Äxmätşah ulı Wälidi (Wälidov) (Әхмәтзәки Әхмәтшах улы Вәлиди (Вәлидов)). Nach seiner Emigration in die Türkei wurde sein Name an die türkische Sprache angepasst.
Von 1912 bis 1915 unterrichtete Velidi an einer Madrasa in Kasan. Danach war er von 1915 bis 1917 Mitglied des Büros zur Unterstützung muslimischer Abgeordneter in der russischen Staatsduma. 1917 wurde er zum baschkirischen Millät Mäcles (dt.: Volksparlament) gewählt und organisierte in dieser Funktion gemeinsam mit S. Manatov die Bildung einer baschkirischen Schura (Parlament). Er saß dem baschkirischen Kongress in Orenburg vor, der Ende 1917 unter Ausnutzung der nach dem Zusammenbruch des Zarenreiches einsetzenden Wirren die Unabhängigkeit Baschkortostans von Russland erklärte.
Am russischen Bürgerkrieg beteiligte sich das neue Staatsgebilde, an dessen Spitze Velidi stand, mit eigenen Truppen. Diese fochten von 1918 bis 1919 unter dem Ataman Alexander Iljitsch Dutow und dem Admiral Alexander Koltschak zunächst auf Seiten der Weißen gegen die Bolschewiki. Nachdem die Bolschewiki den Baschkiren jedoch eine weitgehende Autonomie zugesichert hatten, wechselte Velidi die Seiten und wandte sich nunmehr gegen die Weißen.
Von Februar 1919 bis Juni 1920, war Velidi Vorsitzender des baschkirischen Revolutionskomitees. Als er dann erkannte, dass die Bolschewiki die den Baschkiren gegenüber eingeräumten Zugeständnisse nicht halten würden, verließ er enttäuscht seine Heimat und begab sich nach Zentralasien.
In Turkestan beteiligte sich Velidi an der dortigen anti-sowjetischen Basmatschi Bewegung und wurde bald einer ihrer Anführer. Von 1920 bis 1923 war er Vorsitzender der Nationalen Union Turkestans. 1923 emigrierte Velidi anlässlich des langsamen Niedergangs der Basmatschi in den Iran. Dort gelang ihm die spektakuläre Wiederentdeckung der Aufzeichnungen des mittelalterlichen Reisenden und Gelehrten Ahmad ibn Fadlan.

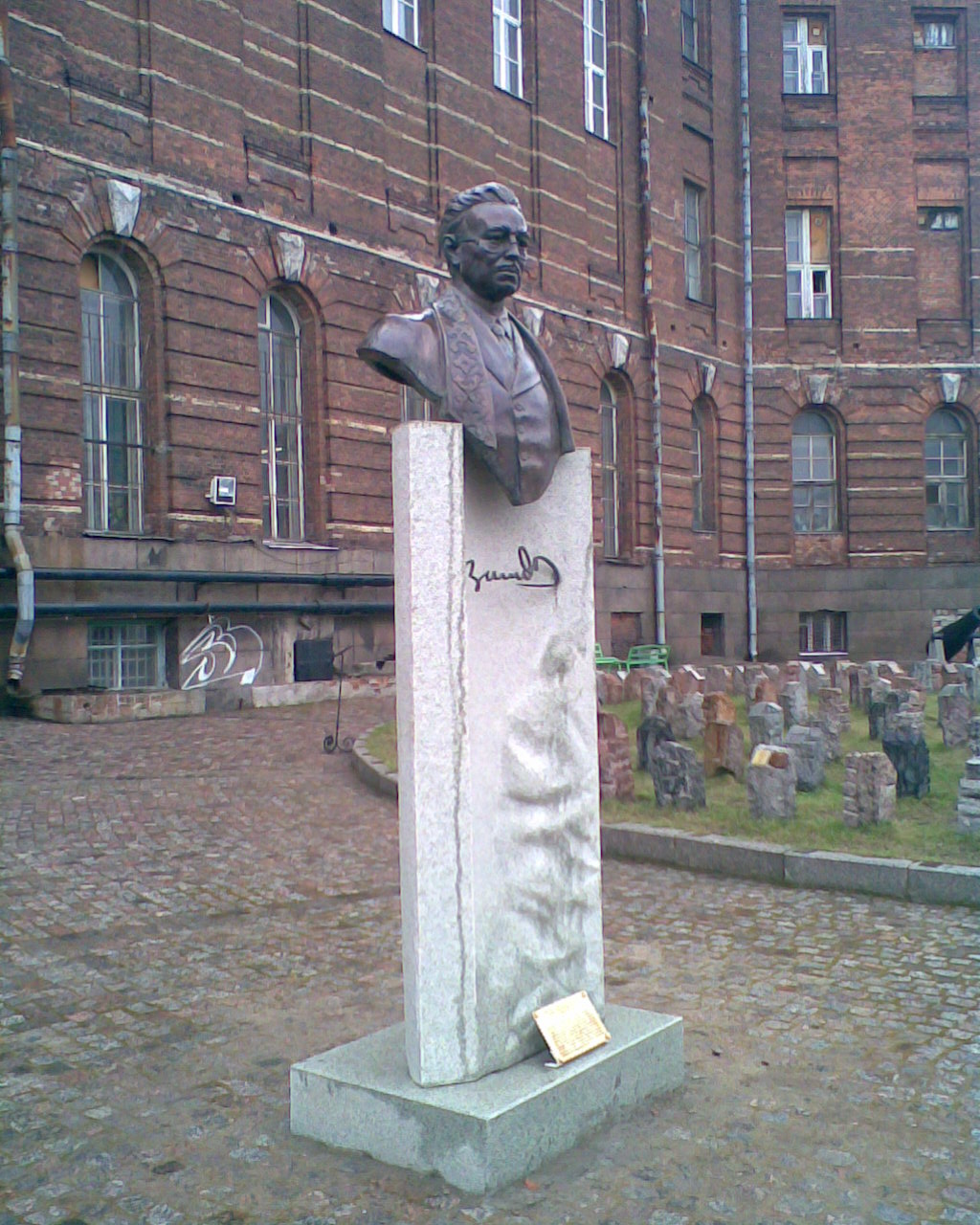
Büste Zeki Velidi Togans in Sankt Petersburg

Ab 1925 lebte Velidi in der Türkei, wo er als Dozent und Professor an der Universität von Istanbul tätig war. Er beteiligte sich an der Neuschreibung der türkischen Geschichte, wurde aber wegen seiner Politik im Zarenreich als Spalter des türkischen Volkes angesehen, weil er zwischen Baschkiren und Tataren unterschied.
In der Zeit vom WS 1931/32 bis zum WS 1933/34 studierte Velidi als "Ahmet Zeki Validi" vier Semester (im SS 1932 pausierte er) an der Universität Wien Geschichte und Orientalistik unter anderem bei Alfons Dopsch. Die kurze Studiendauer wurde durch die Anrechnung von vier Semestern, die er an der Lehrerbildungsanstalt "Kasimije" in Kasan absolviert hatte, ermöglicht. Er beendete das Studium mit einem am 25. April 1935 ausgestellten Absolutorium, bevor er nach Approbation seiner Dissertation "Ibn-Fadlan's Reiseberichte. Seine Berichte über Erlebnisse der arabischen Gesandtschaft im Lande der Oguzen, Pečenegen, Baschkiren und Bulgaren" am 7. Juni 1935 promoviert wurde.
Später war er von 1935 bis 1937 Professor an der Universität Bonn und von 1938 bis 1939 Professor an der Universität Göttingen. Im nationalsozialistischen Deutschland wurde er stark von rassistischen Ideen beeinflusst. 1941 kehrte er in die Türkei zurück und setzte sich für die Errichtung eines großtürkischen „reinrassigen“ Staates ein, der alle Turkvölker vereinigen sollte.
1967 wurde ihm die Ehrendoktorwürde der Universität Manchester verliehen.
Velidi beteiligte sich an der Erstellung der Enzyklopädie der Turkvölker. Die von ihm veröffentlichten Beiträge zur Kultur, Sprache und Geschichte der Turkvölker wurden in viele Sprachen übersetzt.